# Credo (musikalbum)
Credo är ett album från 2004 av den svenska popsångerskan Carola Häggkvist. På albumlistorna placerade sig albumet som bäst på 2:a plats i Sverige. 

## Låtlista
1. "Ditt ord består" (H. Nyberg)
2. "Åt alla" (Joh 1:12/P. Sandwall)
3. "Som en båt" (L. Axelsson)
4. "Gud jag behöver Dig" (P. Holmberg/D. Ejderfors)
5. "Du vet väl om att du är värdefull" (Ingemar Olsson)
6. "Så älskade Gud hela världen" (Joh 3:16/T. Hagenfors)
7. "För att Du inte tog det gudomliga" (Olov Hartman/Börge Ring)
8. "Lova Gud, o min själ" (Andraé Crouch/P. Sandwall)
9. "Herre, till dig får jag komma" (C. Hultgren)
10. "Din trofasta kärlek" (E. McNeill/I-M. Eriksson)
11. "Jag vill ge dig, o Herre, min lovsång" (C. Hultgren)
12. "Namnet Jesus" (David Welander/Zulu trad/Johan Gustafsson)
13. "Låt mina fötter få gå" (U. Ringbäck)
14. "I frid vill jag lägga mig ner" (Ps 4:9/S. Eriksson)

## Medverkare
- Carola Häggkvist - sång
- Christian Johansson - trummor, slagverk
- Joakim Ågren - bas
- Eric Liljero - piano, orgel
- Mikael Eriksson - piano, orgel, klaviatur, slagverk
- Tobias Nilsson - gitarr

## Listplaceringar
| Lista (2004) | Topplacering |
| ------------ | ------------ |
| Sverige      | 2            |